# Амиссах-Артур, Квеси
Паа Квеси Беко Амиссах-Артур (англ. Paa Kwesi Bekoe Amissah-Arthur; 29 апреля 1951, Кейп-Кост, Британский Золотой Берег — 29 июня 2018, Аккра, Гана) — ганский государственный и политический деятель, вице-президент Ганы в 2012—2017 годах.

## Биография
Амиссах-Артур родился 29 апреля 1951 года в Кейп-Косте, столице Центральной области Британского Золотого Берега. Его мать, Эффи Амиссах-Артур, из семьи Хатчфул, а его отец, Джабеш Ричмонд П. Амиссах-Артур, педагог, из семьи Амиссах-Артур и был вторым и самым продолжительным директором средней школы Ода в Акием-Ода в Восточной области с сентября 1961 по декабрь 1977 года. Обе семьи происходят из Кейп-Коста и имеют этническое происхождение фанти. У Квеси Амиссах-Артур было ещё пятеро братьев и сестёр — один брат и четыре сестры.
Он учился в начальной методистской школе в Кейп-Косте и сдал общий вступительный экзамен в методистскую школу Акима-Ода в 1964 году. В Мфанципиме он был резидентом дома Локхарта-Швейцера. Он поступил в Университет Ганы в Легоне, где получил степень бакалавра наук в 1974 году и магистра наук в 1976 году.
Амиссах-Артур скончался 29 июня 2018 года в 37-м военном госпитале после того, как сообщается, потерял сознание в спортзале ВВС во время обычной утренней тренировки.

## Политическая карьера
После смерти президента Джона Эванса Атта Миллса его преемник, тогдашний вице-президент Джон Драмани Махама, который вступил в должность в качестве президента, назначил его своим вице-президентом. Амиссах-Артур вступил в должность в качестве вице-президента 6 августа 2012 года в парламенте тогдашним главным судьёй Джорджиной Вуд после прохождения процедуры проверки в парламенте Ганы. Его поддерживал Джон Драмани Махама в его стремлении победить на выборах 2012 года в качестве его напарника. Джон Драмани Махама победил на выборах 2012 года, набрав 50,7 % голосов автоматически делая его избранным вице-президентом Ганы. Они вступили в должность в качестве президента и вице-президента 7 января 2013 года.